# Солнцева, Вера Васильевна
Вера Васильевна Солнцева (1933—2014) — советская работница промышленности, бригадир сборщиц специальных изделий Казанского завода им. Ленина, Герой Социалистического Труда.

## Биография
Родилась 23 октября 1933 года в деревне Левашовка Пильнинского района Нижегородской области. Окончила семь классов сельской школы. В Великую Отечественную войну погибли отец и старший брат, с матерью остались четверо детей.
После войны работала в местном колхозе, а в 1951 году переехала в Казань и устроилась на завод им. Ленина. Здесь Вера Васильевна проработала 41 год до выхода на заслуженный отдых, получив получив много Почетных грамот, участвуя и побеждая в социалистическом соревновании.
Также В. В. Солнцева занималась общественной деятельностью, избиралась депутатом районного совета, исполняла общественные обязанности на предприятии. Жила в Казани. Умерла 23 июня 2014 года. Похоронена в Казани на Беляевском (Юдинском) кладбище.

## Награды
- В 1976 году В. В. Солнцевой было присвоено звание Героя Социалистического Труда с вручением ордена Ленина (за большой вклад в создание и освоение производства специальной техники).
- Также была награждена орденом Трудового Красного Знамени (1971) и медалями, среди которых «За доблестный труд. В ознаменование 100-летия со дня рождения В. И. Ленина».